# Ragnar Nilsson (mikrobiolog)
Nils Ragnar Nilsson, född 4 april 1903 i Silleruds församling, Värmlands län, död 12 augusti 1981 i Uppsala, var en svensk kemist och mikrobiolog. 
Nilsson blev 1930 filosofie doktor vid Stockholms högskola (StHS) på avhandlingen Studien über den enzymatischen Kohlenhydratabbau, 1930 docent i biokemi och var 1933–1936 laborator vid StHS. År 1937 blev han docent vid Lantbrukshögskolan och 1940 professor i mikrobiologi där, 1942 högskolans prorektor och var dess rektor 1943–1958.
Nilsson blev ledamot av Ingenjörsvetenskapsakademien 1942, av Vetenskapsakademien 1944, av Lantbruksakademien 1945, av Vetenskapssocieteten i Uppsala 1951 samt av Vetenskapssamhället i Uppsala 1956.
Han var far till justitierådet Edvard Nilsson.